# Xitieshanite
La xitieshanite è un minerale.